# Boonlua
Mom Luang Boonlua Debyasuvarn, nom de jeune fille Kunchon (thaï : หม่อมหลวงบุญเหลือ เทพยสุวรรณ ; M.L. Boonlua Thephayasuwan), née le 13 décembre 1911 et décédée le 7 juin 1982, connue sous son nom de plume Boonlua (บุญเหลือ), est une écrivaine qui a passé toute sa vie dans l'enseignement.
Elle est une des petites sœurs de Mom Luang Bubpha Kunchon, également femme de lettres, célèbre sous le pseudonyme de Dokmai Sot.

## Biographie
M.L. Boonlua Thephayasuwan est la 32e enfant de Chao Phraya Thewet Wongwiwat (M.R. Lan Kunchon), un père polygame. Elle perd ses deux parents à l'âge de 11 ans.

### Études
Boonlua étudie d'abord à l'école du couvent Saint-Joseph de Bangkok, la première école pour fille de Bangkok, puis elle poursuit ses études secondaires dans un lycée de Penang (Malaisie). Ensuite, elle entre à la faculté des lettres de l'Université Chulalongkorn, obtient une licence en 1936 et un C.A.P.E.S en 1937. Après la Seconde Guerre mondiale, elle reprend des études aux États-Unis à l'Université du Minnesota et obtient une maîtrise en pédagogie en 1950.

### Enseignement
Boonlua commence sa carrière d'enseignante à l'école St Mary's S.P.G de Bangkok. Ensuite, elle est professeur d'anglais à l'école Triam Udom Suksa puis adjointe au proviseur du lycée technique de Bangsaen. Elle rédige aussi des méthodes d'enseignement destinées aux élèves du secondaire dans le cadre du "Développement du programme de thaï". Enfin, elle enseigne la critique littéraire à la faculté de pédagogie de l'Université Chulalongkorn et est doyenne jusqu'à sa retraite de la faculté des lettres de l'Université Silpakorn.

### Littérature
Boonlua commence en écrivant pour le théâtre. À partir de 1957, sans doute stimulée par son travail de professeur, elle écrit des nouvelles et des romans et traduit des livres en thaï, en particulier Le Talisman de Sir Walter Scott (sous le titre Sila Than).
Ses romans La belle-fille occidentale (1961), Tutiya Wises (1966), Si tu échoues, peu m'importe (1969) et Saratana Nari (1971) sont publiés sous forme de feuilletons dans le magazine mensuel Satrisan.

## Œuvre  traduite en français
Deux extraits de son roman La belle-fille occidentale (1961) ont été traduits en français,.